# Bodai
Bodai (em árabe: بوداي, translit. Boudai) é uma cidade libanesa no distrito de Balbeque, província de Balbeque-Hermel, situada a oeste do Rio Litani, no sopé do Monte Líbano. Bodai está localizada a 15 km a noroeste da antiga cidade de Balbeque e a 26 km da fronteira siro-libanesa e a 90 km da capital Beirute. Bodai, tem vistas para o Vale do Beca em direção à cidade de Balbeque e à faixa do Antilíbano que divide o Líbano da Síria. 

## História e etimologia
Existe a possibilidade de que a etimologia do nome atual da cidade, Bodai, possa ser rastreada até a época dos cruzados franceses do Condado de Trípoli, na região do monte Líbano e dos cruzados nomearem a vila ou a região de Maison Boudai, como a vila situada em Montbozon uma Comuna francesa do departamento de Alto Sona na região de Franco-Condado, no leste da França.

## População
As principais religiões da cidade são os xiitas, seguidos pelos maronitas e cristãos ortodoxos orientais.
Uma porcentagem significativa da população da cidade migrou para a capital Beirute. Além disso, outra porcentagem significativa migrou para países como Brasil, Argentina, Estados Unidos da América, Canadá, Austrália, México, Países do Golfo Pérsico e União Europeia (Reino Unido e França). As cifras de migração são altas até para sugerir que todas as famílias da cidade pelo menos teriam ou saberiam de um amigo ou parente que tenha migrado para outro país.

## Pessoas notáveis
- Ali Hussein Nassif - um dos fundadores do Hezbollah.
- Mohammad Yazbek - outro fundador do Hezbollah.
- Mohammed Shamas - Jogador de futebol do Nejmeh Sporting Club

## Famílias
- Assaf
- Chamas (Shamas)
- Kanaan (Kanan, Canaã)
- Mazloun (Mazloum)
- Nassif (Nassife)
- Yazbek (Yazbeck)
- Mallah